# ويلارد جي. سميث
ويلارد جي. سميث (بالإنجليزية: Willard G. Smith)‏ هو محامي وقاضي وسياسي أمريكي، ولد في 9 مايو 1827، وتوفي في 21 نوفمبر 1903.